# 基基·貝爾騰斯
基基·貝爾騰斯（荷蘭語：Kiki Bertens，1991年12月10日—），荷蘭女子职业网球运动员，2009年轉職業。她的WTA生涯最高單打排名為第4（2019年5月13日）。

## 外部連結
- 官方网站
- 基基·貝爾騰斯的国际女子网球协会官方資料（英文）
- 基基·貝爾騰斯的國際網球總會 職業／青少年 官方資料（英文）
- Fed Cup - Player profile - Kiki BERTENS (NED) （页面存档备份，存于）